# Lineage
Lineage (in coreano: 리니지) è un videogioco fantasy di tipo MMORPG, pubblicato negli Stati Uniti nel 1998 dalla compagnia sudcoreana NCSoft. Si tratta del primo gioco della serie Lineage. È popolare soprattutto in Corea ed è disponibile nelle versioni cinese, giapponese e inglese. Il gioco è stato progettato da Jake Song, creatore di Nexus: The Kingdom of the Winds, un altro MMORPG.
Lineage è caratterizzato da una grafica isometrica con vista dall'alto, simile a quella usata da Ultima Online e Diablo II. Lineage II: The Chaotic Chronicle, un "prequel" ambientato 150 anni prima degli avvenimenti di Lineage, è stato pubblicato nel 2003. Ad oggi, il franchise Lineage ha attirato 43 milioni di giocatori.
A causa dello scarso profitto, i server nordamericani del gioco sono stati chiusi il 29 giugno 2011.

## Modalità di gioco
Le statistiche, i mostri e il sistema degli oggetti è stato in larga parte preso in prestito da Nethack con elementi tipici degli MMO che sono stati aggiunti.
I giocatori possono scegliere una fra sette classi di personaggi: Elfi, Elfi Oscuri, Cavaliere, Principe, Mago, Cavaliere di Draghi o Illusionista. I Principi sono l'unica classe che può guidare un "impegno di sangue" (il termine di Lineage per una Gilda o Clan).
Il gameplay si basa essenzialmente su un sistema di assedio ad un castello che permette al proprietario del castello di impostare il livello delle imposte per le città vicine e accumularle attraverso gli acquisti che vengono effettuati in queste città (un sistema di imposta indiretta). Possiede inoltre i classici elementi dei giochi di ruolo alla Dungeons & Dragons come uccidere mostri e completare eventi per ottenere ricompense e punti esperienza, livelli, punti caratteristica (carisma, forza, saggezza, ecc.) e allineamento. L'allineamento del personaggio ha effetto sul modo in cui i mostri e le guardie reagiranno al personaggio del giocatore, ad esempio nel caso di allineamento caotico diventando ostili nei suoi confronti e attaccandolo a vista.
Il combattimento fra giocatori è considerato in modo estensivo. Questo significa che un giocatore può ingaggiare battaglia con il personaggio di un altro giocatore in qualsiasi momento e luogo al di fuori delle cosiddette "zone sicure" come le città. Unendosi ai Bloodpledge (letteralmente pegno di sangue), un gruppo di giocatori simile ad un clan, al giocatore viene permesso di partecipare ad assedi di castelli o guerre fra i membri di questo gruppo.

## Serie
Lineage ha dato inizio a una serie:
- Lineage (1998)
- Lineage II (2003) è un prequel ambientato 150 anni prima degli eventi di Lineage
- Lineage Red Knights (2016) per dispositivi mobili
- Lineage II: Revolution (2017), prodotto da Netmarble Games per dispositivi mobili, ambientato 100 anni prima degli eventi di Lineage II: Goddess of Destruction
- Lineage M (2017) è una versione mobile del primo Lineage
- Lineage 2M (2019) per dispositivi mobili e Windows
- Lineage W (2021) per dispositivi mobili e Windows, previsto anche per console[4]